# Antoniuskapelle (Mühlhausen)

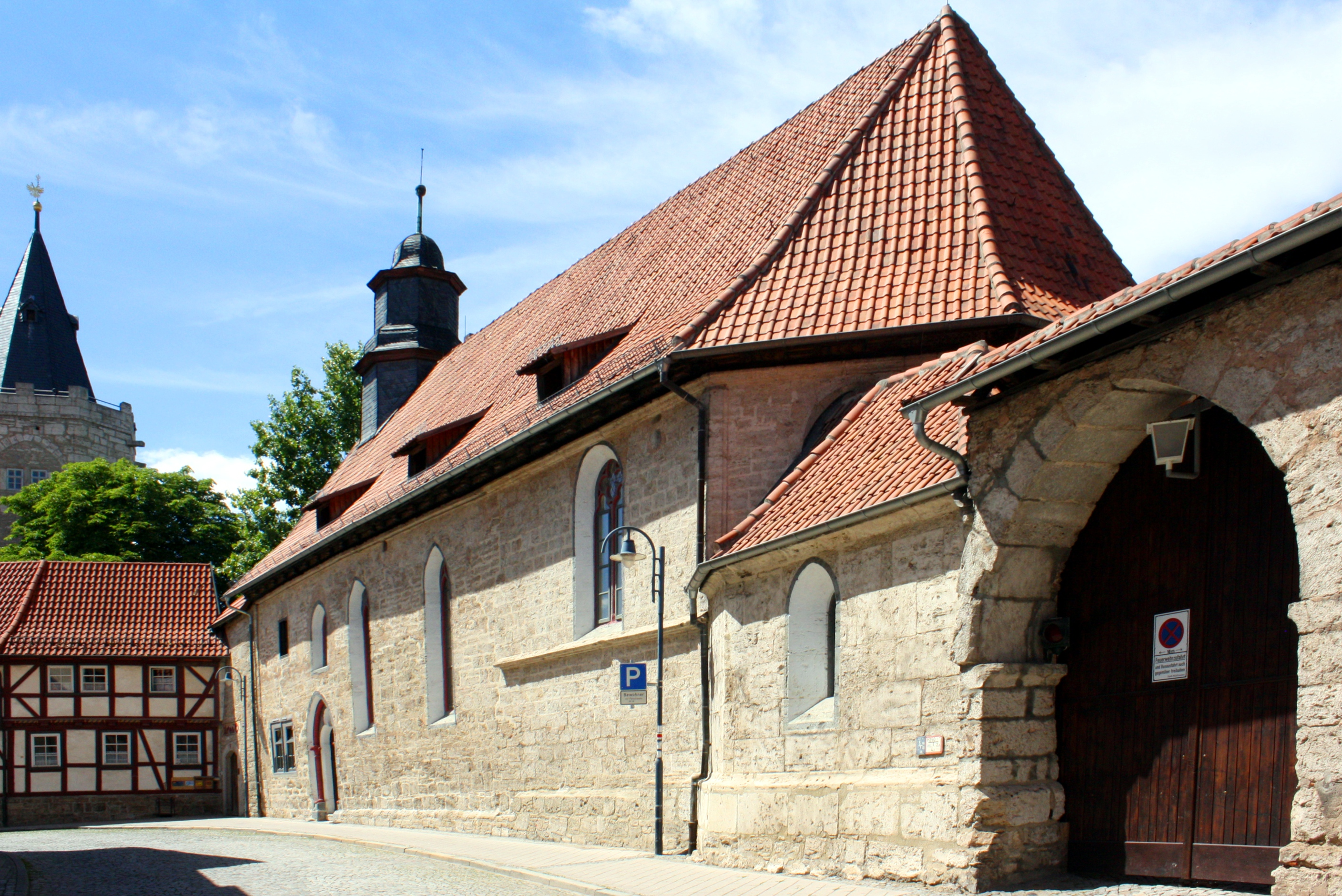
Die Antoniuskapelle

Die Antoniuskapelle steht in der Kreisstadt Mühlhausen im Unstrut-Hainich-Kreis in Thüringen.

## Geschichte

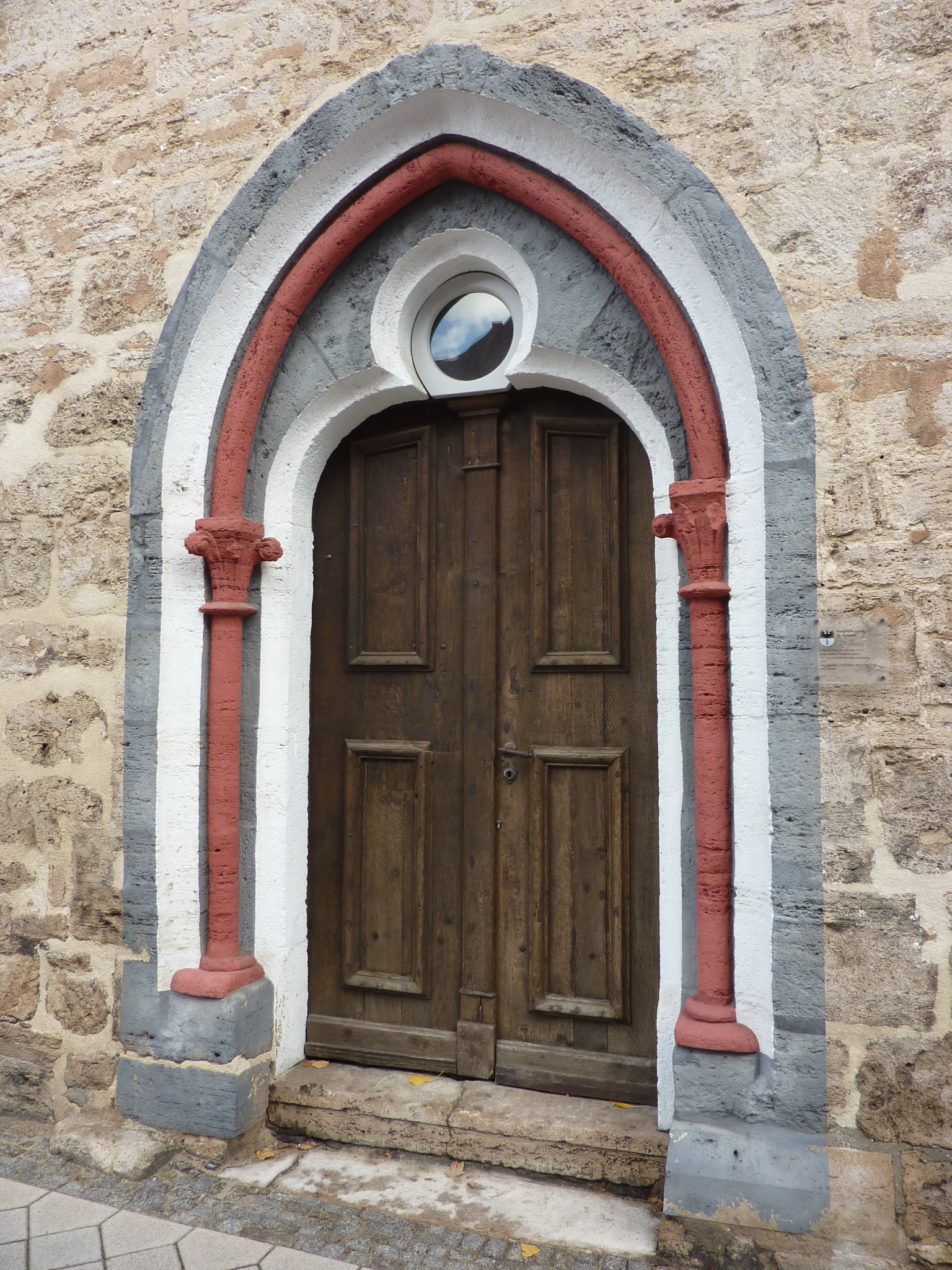
Gotisches Portal der Kapelle mit einem Nonnenkopf

Bereits seit 1207 bestand das Antoniushospital zu Mühlhausen, das der Kranken- und Altenpflege diente. Die zugehörige Antoniuskapelle wurde 1270 erstmals urkundlich erwähnt, als
der polygonale Chor angebaut wurde. Wenig später wurde eine Sakristei ergänzt.
Die Natursteinoberflächen der Fassade wurden zwischen 2003 und 2005 im Rahmen einer denkmalgerechten Sanierung schonend gereinigt und neu verfugt.
Als Bestandteil des historischen Hauptmannviertels wurde die sanierte Kapelle 2006 mit dem Thüringer Denkmalschutzpreis ausgezeichnet.
Seit der Sanierung ist die Kapelle als Seminar- und Begegnungsraum Teil der Gruppenherberge AntoniQ.